# The Russian Mafia
The Russian mafia: private protection in a new market economy (Oxford University Press, 2001) är en bok om den ryska maffian av den italienske kriminologen Federico Varese. Boken kom ut i paperback-utgåva 2005.